# BMW Park
Der BMW Park (ursprünglich: Olympische Basketballhalle, später lange Zeit sowie weiterhin im allgemeinen Sprachgebrauch Rudi-Sedlmayer-Halle) ist eine Mehrzweckhalle im Münchner Stadtbezirk Sendling-Westpark. Er liegt auf dem Gelände der Bezirkssportanlage Siegenburger Straße, zwischen dem Westpark und der Garmischer Straße, einem Abschnitt des Mittleren Rings. Seit 2011 ist die Halle die Spielstätte der Basketballabteilung des FC Bayern München.
Ursprünglich erbaut wurde die Rundsporthalle für die Olympischen Sommerspiele 1972 in München zur Austragung der Basketball-Wettkämpfe. Der spätere Namensgeber Rudi Sedlmayer war von 1955 bis 1973 Präsident des Bayerischen Landessportverbandes und gehörte dem Organisationskomitee der Olympischen Spiele von München an.
Am 7. Juli 2023 gaben der FC Bayern Basketball und der Automobilhersteller BMW München bekannt, dass die Halle zukünftig „BMW Park“ heißen wird. Über die Länge des Vertrags und die Kosten des Sponsorings wurden keine Angaben gemacht.

## Architektur und Daten
Die Halle wurde vom Architekten Georg Flinkerbusch als Rundbau mit Aluminium-Außenfassade entworfen, an den ein rechteckiger Flachbau auf beiden Seiten anschließt, der das Hauptgebäude zu durchdringen scheint. Die kreisrunde Grundfläche des Hauptgebäudes verjüngt sich nach oben hin bis zur freitragenden, zur Mitte hin sich senkenden Deckenkonstruktion.
- Grundfläche: 2516 m²
- Durchmesser des Hauptgebäudes: 56,60 m

Die Halle bietet bei Sportveranstaltungen Platz für bis zu 7200 Besucher. Zum Baukomplex gehören u. a. ein Restaurant und eine Aufwärmhalle.

## Nutzung der Halle
Im August und September 1972 wurde die Halle zunächst bestimmungsgemäß für die Austragung der Basketball-Wettkämpfe im Rahmen der Spiele der XX. Olympiade genutzt. Danach diente die Halle neben Konzerten (z. B. Frank Zappa, Queen, Status Quo, Bruce Springsteen, Kiss, Dio) über viele Jahre hinweg Ausstellungen und Messen sowie vor allem Boxveranstaltungen (z. B. Vitali und Wladimir Klitschko). Daneben war die Halle Austragungsort für Handball-Spiele (MTSV Schwabing, TSV Milbertshofen) und wurde auch für internationale Volleyballspiele des TSV 1860 München genutzt.
Es gab auch besondere, einmalige Nutzungen der Halle, so 1974 der Dreh der Arena-Szenen zum Science-Fiction-Film Rollerball. Am 23. April 1983 fand in der Halle der 28. Eurovision Song Contest statt. Im Mai 1994 fand der atomrechtliche Erörterungstermin von über 50.000 Einwendern im Genehmigungsverfahren um den Forschungsreaktor München II in der Halle statt.
Am 1. Februar 2003 wurde die Halle aufgrund maroder Brandschutz- und Sicherheitseinrichtungen geschlossen. Ab Dezember 2007 versuchte ein Eventunternehmen die Wiederbelegung der Halle. Die Zukunft der Halle sollte auch in der Wiederbelebung des Basketballsports in München liegen. Sowohl München Basket als auch die Basketballabteilung des FC Bayern München bekundeten Interesse. Es gelang aber nicht, die Finanzierung der Umbaumaßnahmen für Sportveranstaltungen zusätzlich zu den anderen Veranstaltungen zu sichern, so dass die Betreiberfirma im Januar 2009 Insolvenz anmeldete.
Ab 2010 begannen direkte Verhandlungen zwischen dem FC Bayern München und der Stadt München, die im April 2011 zur Zustimmung des Stadtrats für eine zukünftige Nutzung durch die Basketballmannschaft des FC Bayern München führten.  Nachdem die vom FC Bayern München zu tragende Renovierung bzw. Instandsetzung der Halle nach aktuellen Brandschutzbestimmungen geklärt werden konnte, unterzeichnete der Verein am 20. Mai desselben Jahres den entsprechenden Mietvertrag. In diesem Zusammenhang wurde auch der Name in Audi Dome geändert. Die modernisierte Halle wurde am 29. September 2011 mit einem Freundschaftsspiel gegen Fenerbahçe Ülker eingeweiht. Das erste Bundesligaspiel fand eine Woche später am 8. Oktober gegen die New Yorker Phantoms Braunschweig statt.
Seit der Saison 2021/22 tragen die WWK Volleys Herrsching ihre Heimspiele in der Halle aus.
Im Jahr 2022 fanden die European Championships Munich 2022 von 11. bis 21. August in München statt. Die Rudi-Sedlmayer-Halle wurde im Rahmen der Veranstaltung als Austragungsort für die Tischtennis-Europameisterschaften genutzt.

## Nachfolgepläne
Für die Zukunft war geplant, im Olympiapark anstelle des alten Radstadions eine neue Mehrzweckarena für Eishockey und Basketball zu errichten. Sie sollte die neue Spielstätte der Eishockeymannschaft EHC Red Bull München (DEL) und der Basketballmannschaft des FC Bayern werden. Ursprünglich sollte die von der Red Bull GmbH finanzierte Halle mit 10.000 Plätzen bis 2018 fertiggestellt werden. Dann wäre auch der Mietvertrag des FC Bayern mit dem Audi Dome ausgelaufen. Nach den im Februar 2016 bekanntgewordenen Informationen hatte sich die Eröffnung der neuen Halle bereits von 2018 auf 2021 verschoben.
Am 25. Februar 2016 gab der FC Bayern München den Ausstieg aus dem Hallenprojekt bekannt. Als Gründe dafür nannte Präsident Karl Hopfner das finanzielle Risiko für den Verein und die langfristige Bindung durch das von Red Bull vorgelegte Konzept. Zudem wären Terminüberschneidungen durch den FC Bayern und dem EHC unvermeidbar, daher müsste der FC Bayern München den Audi Dome als Ausweichspielort weiter betreiben. Der Audi Dome wird die Spielstätte der Basketballmannschaft des FC Bayern München bleiben. Der Verein strebt an, ihn für die Zukunft auszubauen und zu verbessern.
Im Laufe des Jahres 2017 ergaben sich erneut Überlegungen zum Bau einer Multifunktionshalle für Basketball und Eishockey im Olympiapark. Im Juni 2017 wurde eine Einigung zwischen FC Bayern, dem EHC und dem Red-Bull-Mehrheitsgesellschafter Dietrich Mateschitz gemeldet. Die neue Halle, der SAP Garden, wurde ab 2019 errichtet und wird seit Ende September 2024 genutzt.
Der BMW-Park wird unter anderem von der zweiten Mannschaft des FC Bayern München Basketball als Spielstätte genutzt. Er verfügt über verschiedene Bodenbeläge, darunter Parkett, PVC und einen modernen Glasboden, der standardmäßig während den Spielen und Veranstaltungen der Basketballer zum Einsatz kommt.

## Galerie

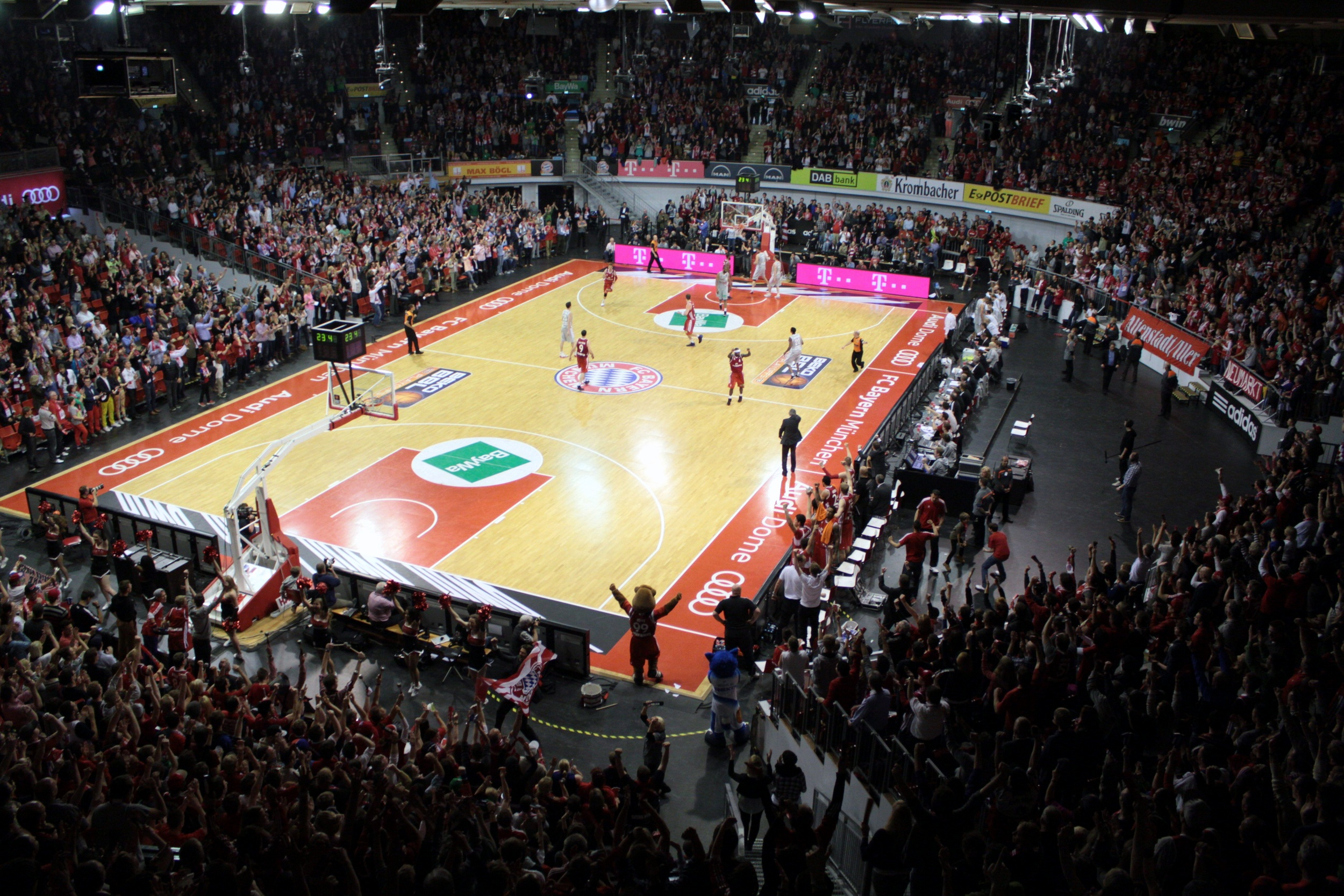
Der Audi Dome während eines Basketballspiels des FC Bayern
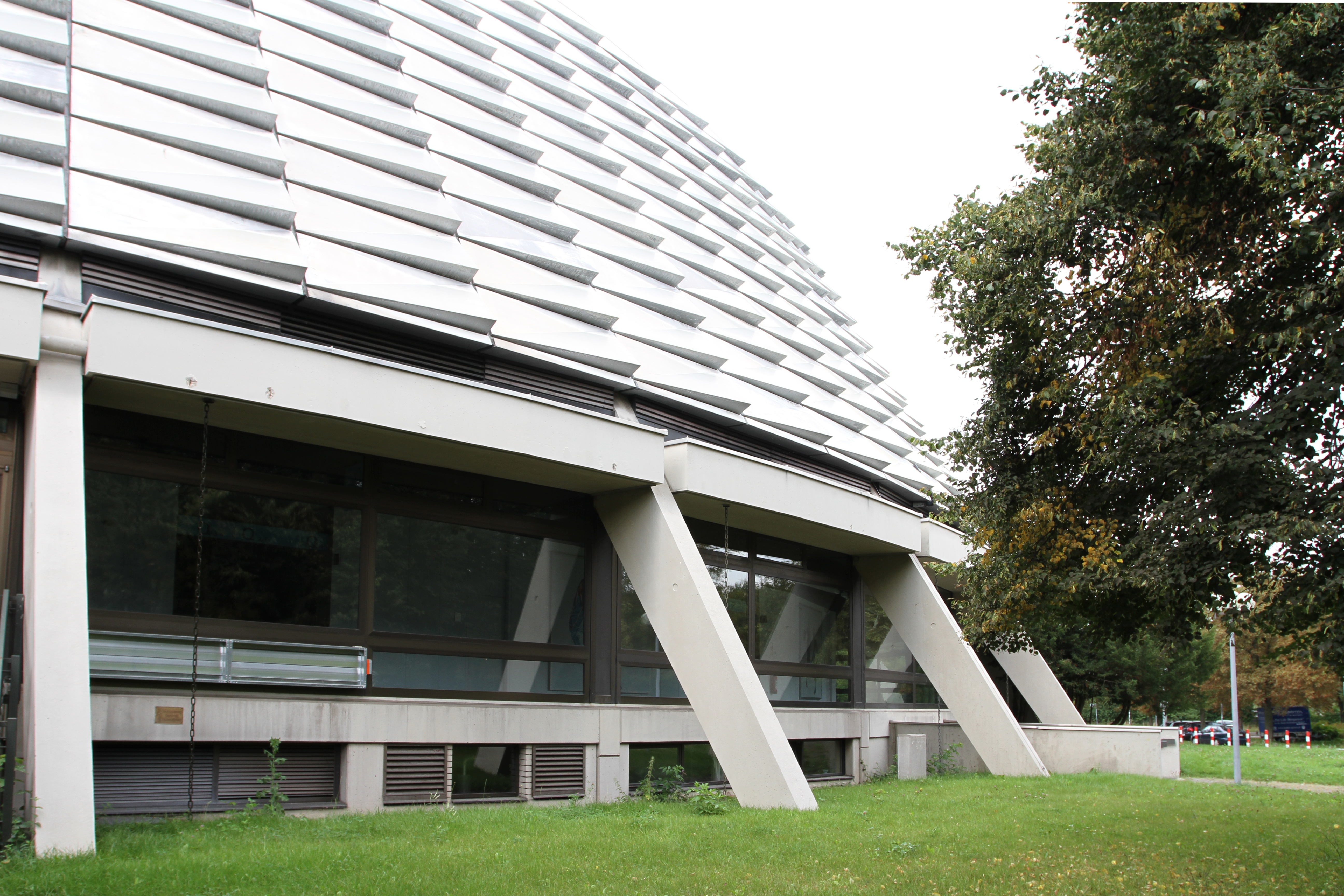
Fassadenstruktur
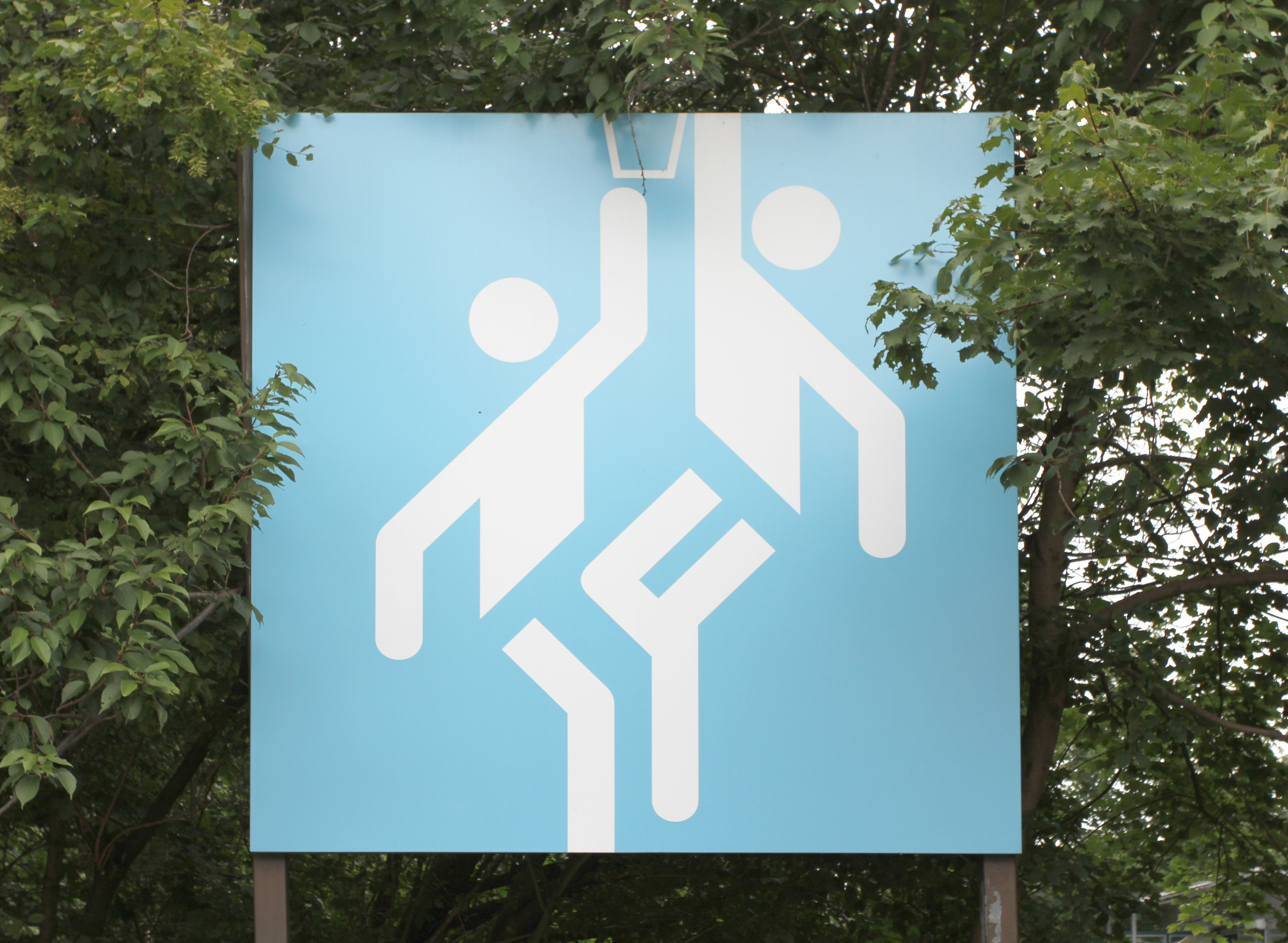
Basketball-Piktogramm der Olympischen Spiele von Grafiker Otl Aicher vor der Halle